# 李爾瞻
李爾瞻（：／，1560年—1623年3月14日），本貫廣州李氏，字得與，號觀松，又号雙里，爵廣昌君，朝鮮王朝中期的文臣和政治人、儒学者、文學家、作家及詩人，李克墩的5代孫。朝鮮攝政及光海君朝的實權者。他是李山海，許均，鄭仁弘等餘北人黨的主要人物。南冥曺植的弟子鄭仁弘的門人。忠淸北道陰城郡出身。

## 外部連結
- 李爾瞻[]
- 李爾瞻[永久]
- 마이산 아래 천혜 명당이라! 풍수좋고 인심좋은 양덕1리 （页面存档备份，存于） 
- 세조 영정도 지켰는데, 음성 이이첨 （页面存档备份，存于） 